# Sân bay Hollywood Burbank

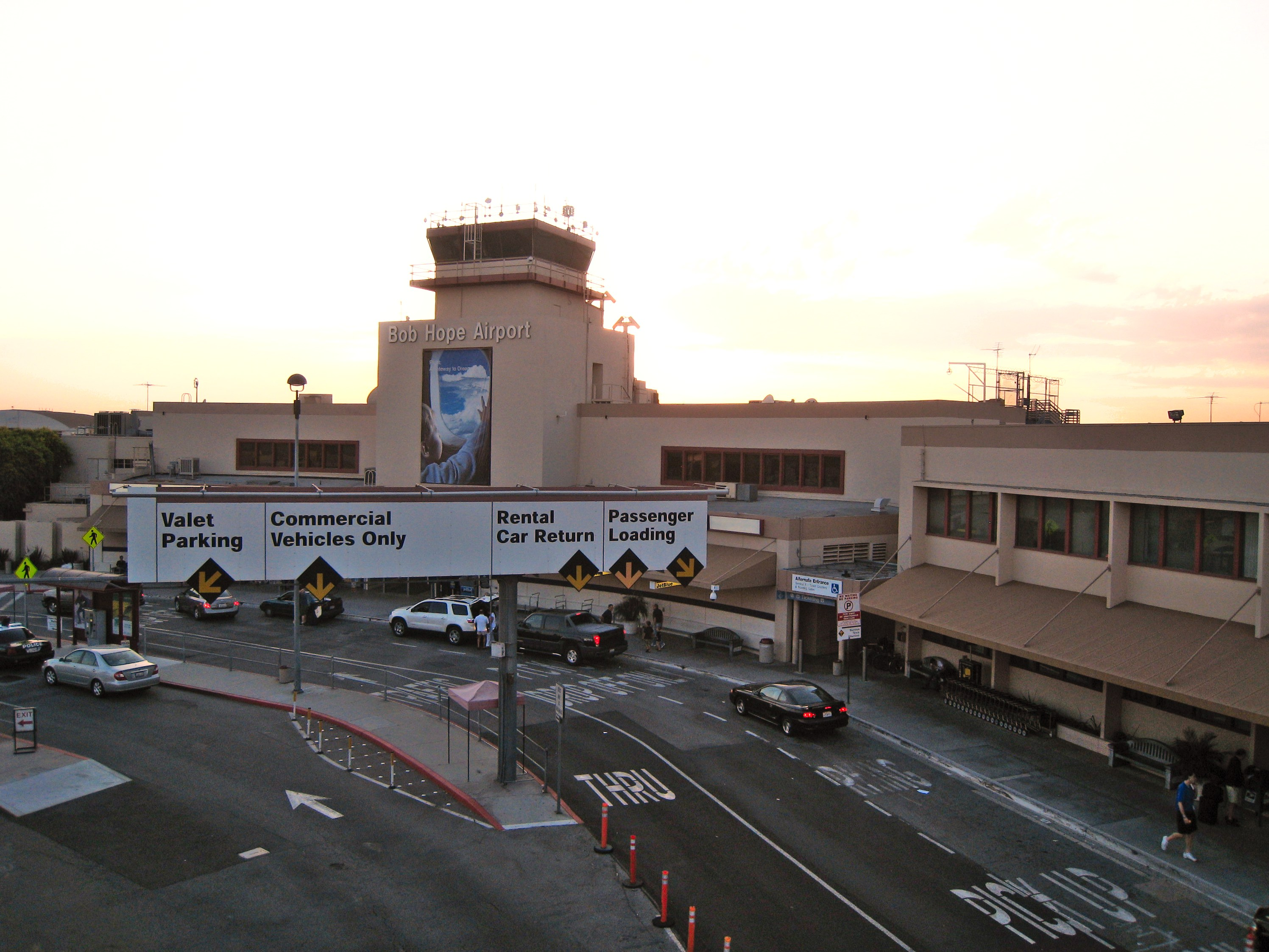
Nhà ga sân bay Bo Hope

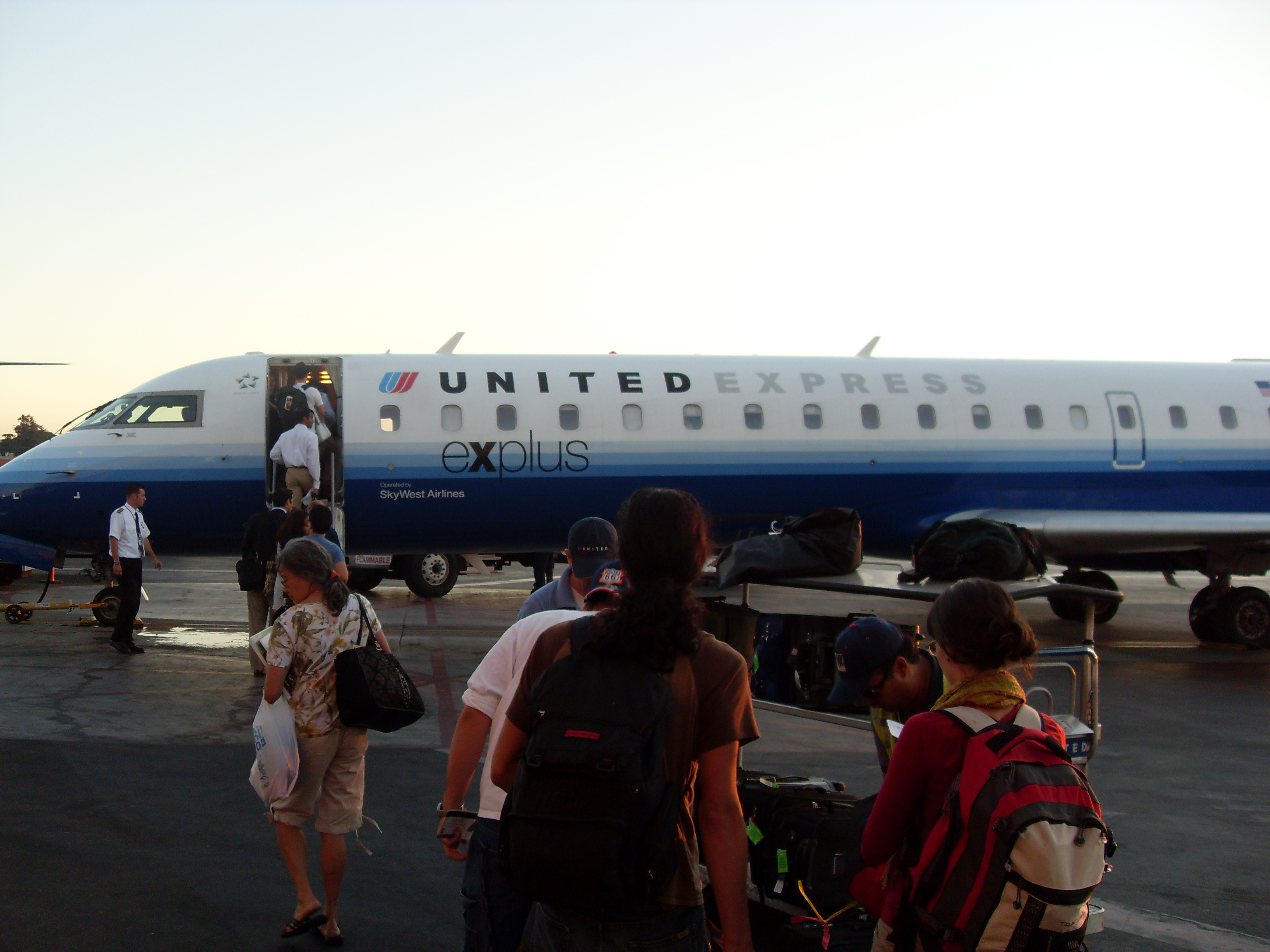
Lên máy bay ở nhà ga B

Sân bay Hollywood Burbank (IATA: BUR, ICAO: KBUR, LID FAA: BUR) là một sân bay công cộng có cự ly 3 dặm Anh (5 km) về phía tây bắc trung tâm kinh doanh của Burbank, một thành phố ở quận Los Angeles, California, Hoa Kỳ. Tên cũ gồm Angeles Mesa Drive Airport (1928–1930), United Airport (1930–1934), Union Air Terminal (1934–1940), Lockheed Air Terminal (1940–1967), Hollywood-Burbank Airport (1967–1978), Burbank-Glendale-Pasadena Airport (1978–2003) và gần đây là Bob Hope Airport (2003– đến nay).
Đây là một trong những sân bay phục vụ Đại Los Angeles. Sân bay này phục vụ khu vực Los Angeles bao gồmg Glendale, Pasadena, và San Fernando Valley. Nó nằm gần hơn Griffith Park và Hollywood hơn là sân bay quốc tế Los Angeles (LAX), và sân bay duy nhất ở vùng Đại Los Angeles có kết nối đường ray trực tiếp với trung tâm Los Angeles. Sân bay chủ yếu có các tuyến bay thẳng đến Thành phố New York và Dallas-Forthworh. Sân bay có diện tích 2,5 km2 và có hai đường băng.

## Hãng hàng không và tuyến bay

### Hành khách
| Hãng hàng không    | Các điểm đến | Refs   |
| ------------------ | --- | ------ |
| Alaska Airlines    | Portland (OR), San Jose (CA), Seattle/Tacoma | [ 4 ]  |
| American Airlines  | Dallas/Fort Worth (resumes ngày 2 tháng 4 năm 2019) | [ 6 ]  |
| American Eagle     | Phoenix–Sky Harbor | [ 7 ]  |
| Delta Air Lines    | Atlanta (từ 8/7/2019) | [ 8 ]  |
| Delta Connection   | Salt Lake City | [ 9 ]  |
| JetBlue Airways    | Boston, New York–JFK | [ 10 ] |
| JetSuiteX          | Concord (CA), Las Vegas, Oakland, San Jose (CA) Seasonal: Mammoth Lakes | [ 11 ] |
| Southwest Airlines | Chicago–Midway, Dallas–Love, Denver, Houston–Hobby, Las Vegas, Nashville (begins ngày 9 tháng 6 năm 2019), Oakland, Phoenix–Sky Harbor, Portland (OR), Sacramento, Salt Lake City, San Francisco, San Jose (CA) | [ 12 ] |
| United Airlines    | Denver, San Francisco | [ 13 ] |
| United Express     | Denver, San Francisco | [ 13 ] |

| Destinations Map |
| --- |
| BurbankOakland, San Jose, ConcordSeattle/TacomaBostonDallas/Fort WorthAtlantaNew York–JFKDenverSalt Lake CityPhoenix–Sky HarborLas VegasSan FranciscoPortlandSacramentoMammoth LakesChicago–MidwayHouston–HobbyDallas–Love Destinations from Hollywood Burbank Airport · (Red) = Year-round Destination · (Green) = Seasonal Destination · (Blue) = Future Destination |

### Hàng hóa
| Hãng hàng không | Các điểm đến                       |
| --------------- | ---------------------------------- |
| AirNet Express  | Columbus–Rickenbacker              |
| Ameriflight     | Oakland, Ontario                   |
| FedEx Express   | Indianapolis, Los Angeles, Memphis |
| UPS Airlines    | Des Moines, Louisville             |